# Vegard Ylvisåker
Vegard Urheim Ylvisåker (født 19. maj 1979) er en norsk artist og komiker, som er mest kendt fra revygruppen Ylvis. Han og broren, Bård Ylvisåker, stammer oprindeligt fra Sogn i Oslo, men er opvokset i Bergen, Angola og Mozambique. Sammen med Bård har han talkshowet I kveld med Ylvis på TVNorge.

## Karriere
Han startede sin professionelle karriere i efteråret 2000 med den kritikerroste forestilling Ylvis – en kabaret, efter Peter Brandt havde opdaget Bård i en af hans forestillinger på Fana Skoleteater. I sommeren 2004 solgte de billetter for 4,8 millioner kroner til forestillingen Ylvis – En konsert, som gik i Tønsberg. De parodierer alt fra Gud i himmelen til svenske ishockeyspillere, fra moderne ballet til boyband. Duoen har haft shows over hele norge og har også har haft faste indslag i Trond-Viggo Torgersens TVT og Rune Larsens Absolutt norsk på NRK.
I 2002 lagde han sangestemme til den norske udgave af animationsfilmen Spirit - Hingsten fra Cimarron.
I sommeren 2006 og 2008 var Bård og Vegard programledere for radioprogrammet O-fag på NRK P3. I Efteråret 2007 var de programledere i rejse-dokumentarserien Norges herligste på TVNorge, hvor de rejste rundt i Norge og besøgte forskellige originale mennesker. De havde også et program som hed Ylvis møter veggen på samme kanal i 2008, hvor de skulle komme igennem en væg af polystyren. Klarede de det ikke, faldt de ned i et iskoldt bassin. I 2009 havde de programmet Hvem kan slå Ylvis på TV Norge, hvor deltagerne kunne prøve at slå dem, og klarede de det, kunne de vinde 250.000 kr, 500.000 kr, 720.000 kr eller 1.000.000 kr. I foråret 2010 havde de en ny sæson med programmet Nordens herligste på TVNorge, men denne gange i hele Norden. Den 20. januar 2011 var der premiere på forestillingen Ylvis 4 på Ole Bull Scene i Bergen.